# Clarendon (krój pisma)

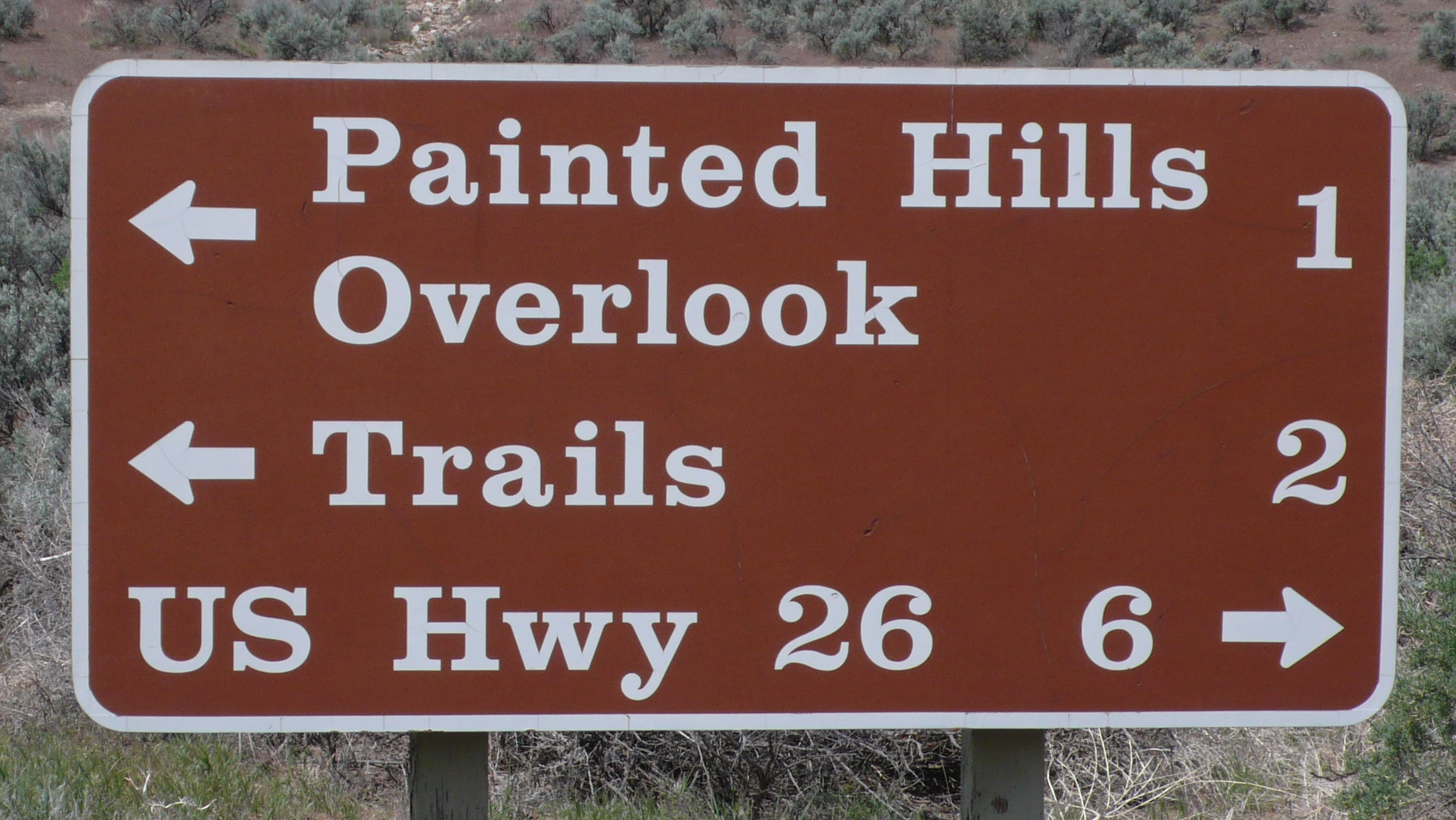
Czcionka Clarendon wykorzystana przez Amerykańską Służbę Parków Narodowych

Clarendon – krój antykwy dwuelementowej (pisma wzorowanego na kształcie ręcznego pisma łacińskiego), opracowany w 1845 roku w angielskiej odlewni czcionek R. Besley and Co. Krój ten jest do dzisiaj używany w elektronicznym składzie czasopism i książek.
Nazwa pochodzi od Wydawnictwa Clarendon w Oksfordzie. Font został przerobiony w 1935 przez Monotype Corporation. W 1953 Hermann Eidenbenz ulepszył ten font dla Haas’sche Schriftgießerei.